# Katjes International
Die Katjes International GmbH & Co. KG mit Sitz in Emmerich am Rhein gehört wie ihre Schwestergesellschaft Katjes Fassin GmbH + Co. KG („Katjes Deutschland“) und Katjesgreenfood GmbH & Co. KG zur Katjes-Gruppe. Die Gesellschaft konzentriert sich auf Beteiligungen, die im westeuropäischen Konsumgütermarkt tätig sind. Katjes International ist eine Beteiligungsgesellschaft der Katjes-Gruppe. Als strategischer Investor verfolgt die Gesellschaft einen langfristigen Investitionsansatz. Entsprechend bleiben die Beteiligungen nach der Übernahme rechtlich und organisatorisch selbständig und eine lokale Geschäftsführung im Amt.
Das Unternehmen gehört zu 90 Prozent Bastian Fassin und zu 10 Prozent Tobias Bachmüller.

## Geschichte
Katjes International agiert als Holding für die westeuropäischen Beteiligungen der Katjes-Gruppe und verfolgt seit ihrer Gründung eine klare Wachstumsstrategie durch gezielte Akquisitionen im Süßwaren- und Körperpflegebereich. Seit 2010 hat das Unternehmen zahlreiche Übernahmen getätigt, die nicht nur das Produktportfolio erweiterten, sondern auch die Marktstellung in verschiedenen Ländern und Segmenten stärkten.

### Expansion und strategische Marktpositionierung in Europa
2010 erwarb Katjes International 50 % der Anteile an der niederländischen Festivaldi B.V., dem Hersteller des an der Menge gemessen meistverkauften Lakritzprodukts in den Niederlanden („Harlekijntjes“). 2016 folgte der vollständige Erwerb des Unternehmens, wodurch Katjes International seine Präsenz im niederländischen Markt ausbaute. Mit der Übernahme des belgischen Zuckerwarenproduzenten Lutti im Jahr 2011 sicherte sich Katjes International die Marktführerschaft im Zuckerwarenmarkt in Belgien  und die Nummer-zwei-Position in Frankreich.
Anfang 2012 übernahm Katjes International zudem die belgische Distributionsgesellschaft Continental Sweets Belgium N.V.
Im gleichen Zeitraum wurde das Portfolio außerdem durch den Erwerb von Dallmann & Co. im Segment der Hustenbonbons erweitert. Ein weiterer Meilenstein war 2014 die Übernahme von Piasten, dem größten deutschen Hersteller von Dragees und Schokolinsen. Zum Unternehmen gehört unter anderem die Marke Treets, welche im Jahr 2024 das bislang vegetarische Treets-Portfolio um eine vegane Peanut-Variante erweiterte und seitdem sukzessive ausbaut.
2017 wurde das Portfolio durch die Akquisition der italienischen Sperlari S.r.l. erweitert. Sperlari, gegründet 1836, ist das zweitgrößte Unternehmen in Italien im Bereich Zuckerwaren und Marktführer im Segment zuckerfreier Bonbons, Süßstoffe und saisonale Produkte.
Ende 2018 brachte Katjes International seine Tochtergesellschaft Lutti in die französische CPK Group (Carambar & Co. SAS) ein. Diese Fusion war strategisch sinnvoll und führte zu einer Stärkung der Marktstellung beider Firmen. Parallel dazu veräußerte Katjes seine Beteiligung von knapp 11 % an der Halloren Schokoladenfabrik an Charlie Investors.
2019 erwarb Katjes International zunächst 25 % der britischen Candy Kittens Limited. Das Unternehmen wurde von Jamie Laing, bekannt aus der britischen TV-Serie „Made in Chelsea“, gegründet und ist bekannt für vegane und glutenfreie Fruchtgummis. Die Beteiligung wurde in mehreren Schritten, zuletzt im Jahr 2024, auf 88 % erhöht.
Zudem wurde in Italien das operative Geschäft der Firma Paluani S.p.A mit Sitz in Verona erworben.  Damit zählt auch ein führender Panettonehersteller seit August 2022 zum Portfolio der Katjes International.
Neben Süßwaren hat Katjes International in den letzten Jahren auch den Einstieg in andere Konsumgüterkategorien vorangetrieben. Im Mai 2020 übernahm Dallmann’s die traditionsreiche Marke Bübchen im Bereich Baby- und Kinderpflege von Nestle/Galderma. Zweieinhalb Jahre später folgte die Akquisition des Henkel Oral Care-Geschäfts inklusive Übernahme aller Markenrechte. Seitdem gehören auch Marken wie Theramed (Fokus Deutschland), Vademecum (Fokus Frankreich), Licor del Polo (Fokus Spanien) und Antica Erboristeria (Fokus Italien) zur Markenvielfalt der Katjes International. Im Jahr 2023 folgte die Übernahme der Naturkosmetikmarke „N.A.E. Naturale Antica Erboristeria“ durch die 100%ige Tochtergesellschaft Bübchen Bodycare GmbH & Co. KG.  Im zweiten Quartal 2024 wurden die Markenrechte an „Barnängen“ von Henkel erworben – einer weiteren Body-Care-Marke, die skandinavisch inspirierte Inhaltsstoffe mit schwedischem Design verbindet.
2024 wurde ein Joint Venture mit der Sängerin Shirin David gegründet und eine Body-Care-Linie entwickelt, die im zweiten Quartal 2025 auf den Markt gebracht wurde.
Am 1. August 2025 unterzeichnete die Katjes International über ihre hundertprozentige Tochtergesellschaft Katjes Quiet Luxury einen Vertrag zum Erwerb von 60 Prozent der Geschäftsanteile an dem Sportbekleidungshersteller Willy Bogner GmbH. Die übrigen 40 Prozent der Geschäftsanteile werden weiterhin von der Familie Bogner gehalten.

### Marken
Katjes International und die mit ihr verbundenen Unternehmen besitzen Marken im Bereich der sogenannten Fast Moving Consumer Goods (FMCG) in verschiedenen Ländern Westeuropas:
- Piasten: „Treets“, „Schokolinsen“, „Big Ben“ u. v. m.
- Lutti (Frankreich und Belgien): „Surf Fizz“, „Arlequin“, „Bubblizz“, „Scoubidou“, „Koala“ u. v. m.
- Dallmann’s (Deutschland): Hals- und Hustenbonbons (Salbei, Isländisch Moos, Thymian)
- Harlekijntjes (Niederlande): Lakritz-Produkte der Marke „Harlekijntjes“ sind die nach Menge meistverkauften Lakritzprodukte in den Niederlanden.[23]
- Sperlari (Italien): Zu den bekanntesten Marken zählen Sperlari (Fruchtgummi, Bonbons, italienisches Nougat „Torrone“), Saila (Lakritz), Dietorelle (zuckerfreie Produkte) sowie Dietor (Süßstoff).
- CPK (Frankreich): Die bekanntesten Marken sind „Carambar“, „La Pie Qui Chante“ und „Krema“ sowie die britische Schokoladenmarke „Terry‘s“.
- Candy Kittens (Großbritannien): „Candy Kittens Gourmet Sweets“ in verschiedenen Geschmacksrichtungen.
- Paluani (Italien)
- Bübchen (Deutschland)
- Theramed (Fokus Deutschland)
- Vademecum (Fokus Frankreich)
- Licor del Polo (Fokus Spanien)
- Antica Erboristeria (Fokus Italien)
- N.A.E. Naturale Antica Erboristeria
- Dulcioliva
- Barnängen
- Shirin Beauty

## Auszeichnungen
Katjes International wurde mehrmals für ihre Strategie und die Erfolge auf dem Beteiligungsmarkt ausgezeichnet:
- Verleihung des European Business Awards in der Kategorie „National Champion“ für die Wachstumsstrategie von Katjes International. (2013)[24]
- Auszeichnung mit dem European Business Award in der Kategorie „National Public Champion“ für die Akquisitionsstrategie. (2014)[1]
- Auszeichnung mit dem „Consumer Deal of the Year 2014 in Europe“ für die Übernahme von Piasten. (2015)[25]
- Auszeichnung als „Sweet Production Company of the Year 2016 – Germany“ mit dem Business Award. (2016)[26]
- Verleihung des German Enterprise Awards „Best Confectionery Product Manufacturer 2017“[27]
- Auszeichnung mit dem AI Business Award in der Kategorie „Best Sustainable Food Production Group 2017“[28]
- Ausgezeichnet als „Best Issuer SME Bonds 2019“[29]

## Sponsoring
Von 2014 bis Ende 2016 war das Unternehmen Sponsor des Formel-1-Rennfahrers Nico Hülkenberg. Bereits im Jahr 2010 war Hülkenberg Werbeträger für die Katjes-Gruppe.